# Janet Morrison
Janet Morrison es una deportista australiana que compitió en judo. Ganó una medalla de oro en el Campeonato de Oceanía de Judo de 1977, en la categoría de +63 kg.

## Palmarés internacional
| Campeonato de Oceanía | Campeonato de Oceanía | Campeonato de Oceanía | Campeonato de Oceanía |
| Año                   | Lugar                 | Medalla               | Categoría             |
| --------------------- | --------------------- | --------------------- | --------------------- |
| 1977                  | Melbourne (Australia) | Medalla de oro        | +63 kg                |